# فيرق
فيرق دار الرضوان (بالجاوي: "ڨيرق"، وبالبهاسا: "Perak Darul Ridzuan") (وتعني بالعربية فضة) هي إحدى أقاليم الساحل الغربي لشبه جزيرة الملايو بماليزيا.

## تاريخ فيرق
التاريخ الحديث لفيرق يبدأ بسقوط سلطنة ملقا للغزاة البرتغاليين. الابن الأكبر، راجا مظفر شاه، لآخر سلاطين ملقا، السلطان محمود شاه، فر من الغزو البرتغالي سنة 1511، وأسس دولته على ضفاف نهر فيرق عام 1528. ولما كانت فيرق بالغة الثراء بالقصدير، فقد كانت موضع تهديد أجنبي دائم. فشلت محاولات الهولنديين لاحتكار تجارة القصدير في القرن السابع عشر رغم القلاع التي بنوها على مصب نهر فيرق وفي بولاو بانجكور. وفي القرن الثامن عشر حاول البوجيون والأتشيه والسياميون غزو فيرق.

## معرض صور

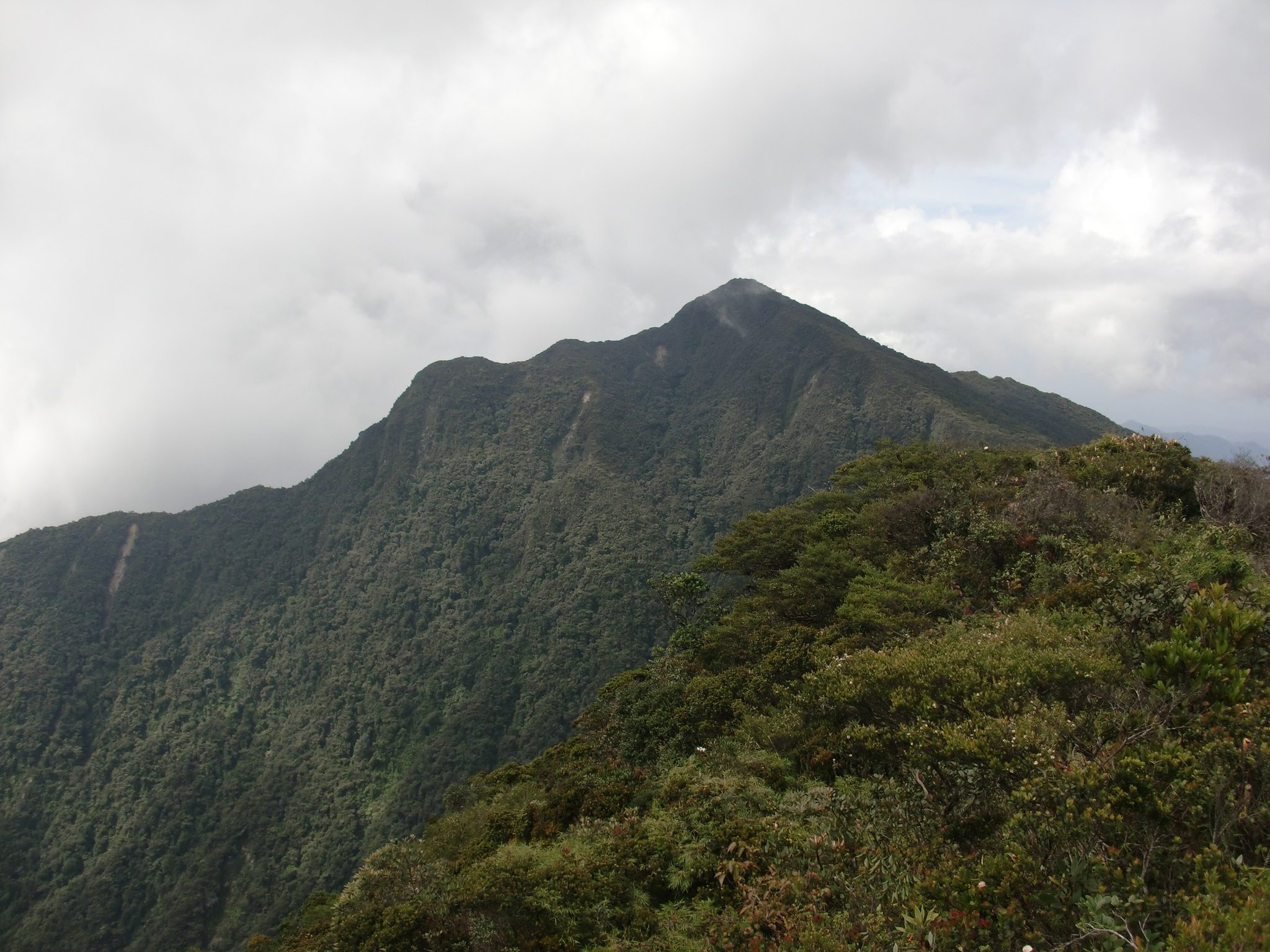
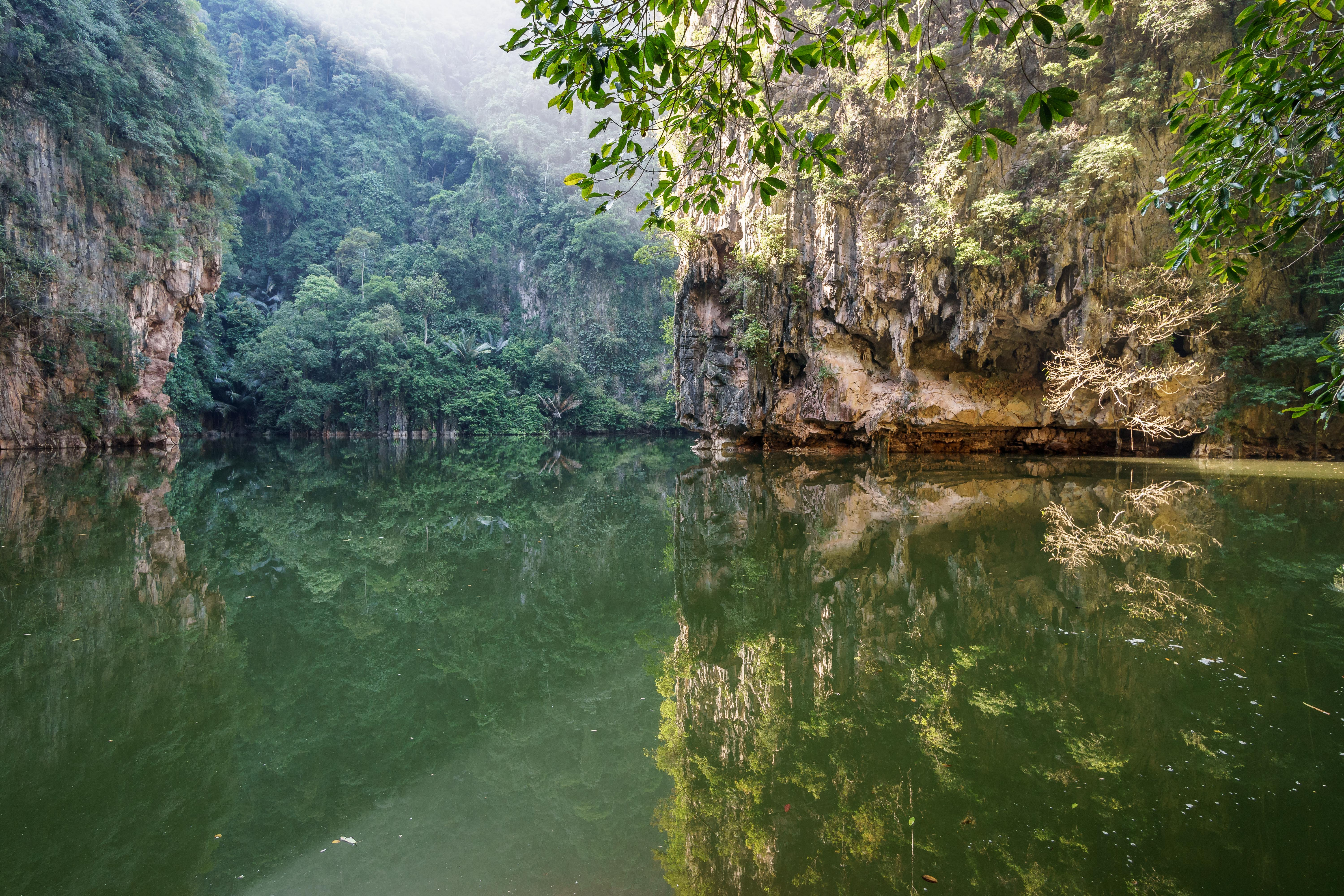
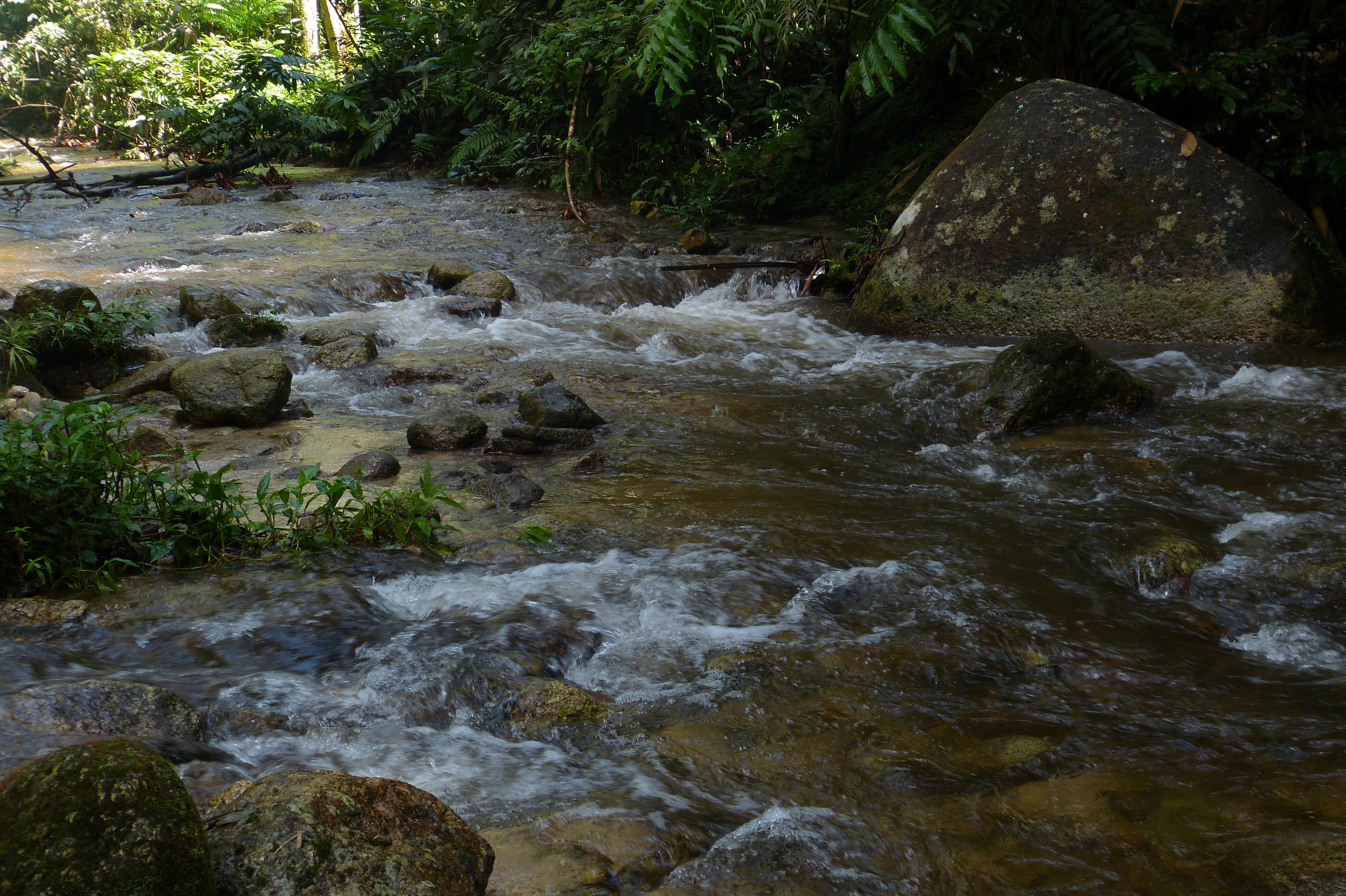
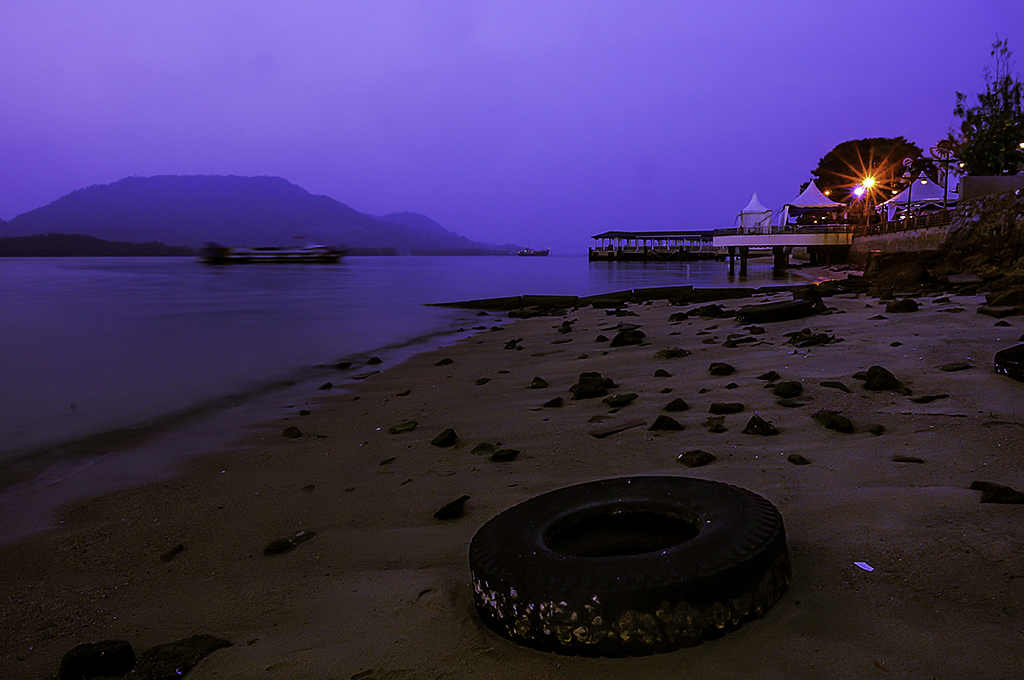

## أعلام
- تشين بينغ
- يوسف بن إسحاق
- محمد أميرول إيزوان يعقوب
- اريك مو
- تان يي خان
- هنري تالبوت